# کنار رود پیدرا نشستم و گریستم
کنار رود پیدرا نشستم و گریستم (به انگلیسی: By the River Piedra I Sat Down and Wept) نام رمانی از پائولو کوئلیو دربارهٔ عشق است. داستان این کتاب به یک هفته از زندگی دختر جوانی به نام پیلار اشاره می‌کند و می‌گوید در دوره‌های کوتاهی ممکن است دگرگونی‌های عمیقی در زندگی انسان رخ دهد که اصلاً انتظارش را ندارد. کوئلیو در این کتاب ادعا می‌کند که عشق می‌تواند ما را به دوزخ یا بهشت ببرد، اما ما را همیشه به جایی که باید می‌رساند. عشق میان دو شخصیت اصلی داستان، زندگی آن‌ها را به راهی مبدل می‌کند که به خدا می‌رسد. عشق مریم مقدس نیز در سراسر داستان، آن‌ها را در بر می‌گیرد و نمی‌گذارد احساس وانهادگی کنند.

دو بخش بعدی این سه‌گانه، رمان‌های ورونیکا تصمیم می‌گیرد بمیرد (۱۹۹۸) و شیطان و دوشیزه پریم (۲۰۰۰) هستند. در هر سه کتاب، به یک هفته زندگی انسان‌هایی معمولی پرداخته می‌شود، که هر کدام، به یک باره خود را پیش روی عشق، مرگ یا قدرت میابند.
"همواره اعتقاد داشته‌ام که چه در هر انسان و چه در سراسر جامعه، دگرگونی‌های ژرف در دوره‌های زمانی بسیار کوتاهی رخ می‌دهند. درست آن گاه که هیچ انتظارش را نداریم، زندگی پیش روی ما مبارزه ای می‌نهد تا شهامت و اراده‌مان را برای دگرگونی بیازماید. از ان لحظه به بعد، حاصلی ندارد که وانمود کنیم چیزی رخ نداده، یا بهانه بیاوریم که هنوز اماده نیستیم. این مبارزه منتظر ما نمی‌ماند. زندگی به پشت سر نمی‌نگرد. یک هفته فرصت زیادی است تا تصمیم بگیریم که سرنوشت خود را بپذیریم یا نه. "